# Sena Jurinac
Sena Jurinac, właśc. Srebrenka Jurinac (ur. 24 października 1921 w Travniku, zm. 22 października 2011 w Augsburgu) – austriacka śpiewaczka pochodzenia chorwackiego, sopran.

## Życiorys
Studiowała w latach 1939–1942 w konserwatorium w Zagrzebiu u Milki Kostrenčić. Debiutowała na scenie w 1942 roku rolą Mimi w Cyganerii Giacomo Pucciniego w operze zagrzebskiej. Od 1944 roku występowała w Operze Wiedeńskiej, gdzie debiutowała rolą Cherubina w Weselu Figara W.A. Mozarta. Jako Dorabella w Così fan tutte wystąpiła w Covent Garden Theatre w Londynie (1947) oraz na festiwalach w Salzburgu (1947) i Glyndebourne (1949). Gościnnie występowała w mediolańskiej La Scali, Teatro Colón w Buenos Aires i na scenach amerykańskich. Jej ostatnią rolą była Marszałkowa w Kawalerze srebrnej róży Richarda Straussa w Operze Wiedeńskiej (1983).
Zasłynęła głównie rolami w operach Wolfganga Amadeusa Mozarta i Richarda Straussa, wykonywała także repertuar kameralny i oratoryjny. W 1953 roku poślubiła włoskiego śpiewaka Sesto Bruscantiniego. Odznaczona Krzyżem Honorowym za Naukę i Sztukę (1961) oraz Wielką Odznaką Honorową za Zasługi dla Republiki Austrii (1967).